# Roadblock (marzec 2016)
Roadblock było galą profesjonalnego wrestlingu wyprodukowaną przez federację WWE. Była emitowana na WWE Network, odbyła się 12 marca w Ricoh Coliseum w Toronto, Ontario w Kanadzie. Na gali odbyło się dziewięć walk (w tym dwa dark matche). W walce wieczoru Triple H pokonał Deana Ambrose'a zachowując WWE World Heavyweight Championship.

## Produkcja

### Przygotowania
Roadblock, oryginalnie zatytułowane "March to WrestleMania: Live from Toronto", oferowało walki profesjonalnego wrestlingu z udziałem różnych wrestlerów z istniejących oskryptowanych rywalizacji i storyline'ów, które są kreowane na głównych tygodniówkach WWE, Raw i SmackDown oraz na tygodniówce rosteru rozwojowego NXT. Wrestlerzy byli przedstawiani jako heele (negatywni, źli zawodnicy i najczęściej wrogowie publiki) i face'owie (pozytywni, dobrzy i najczęściej ulubieńcy publiki), gdzie rywalizują pomiędzy sobą w seriach walk mających w budować napięcie, kulminując w decydującą walkę wrestlerską lub ich serię.

### Rywalizacje
29 lutego na tygodniówce Raw, Dean Ambrose wyzwał Triple H'a do walki o WWE World Heavyweight Championship. Triple H powiedział, że rozważy tę opcję i da mu odpowiedź pod koniec show. Tej samej nocy, Triple H zainterweniował w walce Ambrose'a z Alberto Del Rio, powodując dyskwalifikację, po czym zdominował Deana poza ringiem brutalnie go atakując. Triple H zaakceptował wyzwanie, po czym następnego dnia na stronie WWE.com ogłoszono, że ich walka odbędzie się na gali Roadblock.
2 marca na odcinku tygodniówki NXT emitowanej na WWE Network zostało ogłoszone, że posiadacze NXT Tag Team Championship The Revival będą bronić tytułów przeciwko Enzo Amore i Colinowi Cassady na Roadblock.
Na gali Royal Rumble, Brock Lesnar wyeliminował Luke'a Harpera, Ericka Rowana i Brauna Strowmana z ugrupowania The Wyatt Family podczas Royal Rumble matchu. Jednakże, trio powróciło do ringu i nielegalnie wyrzuciło z niego Lesnara. Przez następne tygodnie, The Wyatt Family i Lesnar odnosili się do siebie podczas wygłaszania prom. 3 marca na odcinku SmackDown zostało ogłoszone, że Brock Lesnar i Bray Wyatt zmierzą się na gali Roadblock.
8 marca ogłoszono, że członkowie The League of Nations – Sheamus i King Barrett – otrzymają szansę zdobycia tytułów WWE Tag Team Championship, należących do The New Day.
11 marca Charlotte ogłosiła, że na gali Roadblock zmierzy się z Natalyą.

## Wyniki walk
| Nr                                                                                    | Wyniki | Stypulacje                                         |
| ------------------------------------------------------------------------------------- | --- | -------------------------------------------------- |
| 1D                                                                                    | Mark Henry pokonał Randy'ego Sharpa                                                                               | Singles match                                      |
| 2D                                                                                    | Goldust pokonał Viktora                                                                                           | Singles match                                      |
| 3                                                                                     | The New Day (Big E i Kofi Kingston) (w/ Xavier Woods) (c) pokonali The League of Nations (Sheamus i Wade Barrett) | Tag Team match o WWE Tag Team Championship         |
| 4                                                                                     | Chris Jericho pokonał Jacka Swaggera przez poddanie                                                               | Singles match                                      |
| 5                                                                                     | The Revival (Dash Wilder i Scott Dawson) (c) pokonali Enzo Amore'a i Colina Cassady'ego (w/ Carmella)             | Tag team match o NXT Tag Team Championship         |
| 6                                                                                     | Charlotte (c) (w/ Ric Flair) pokonała Natalyę                                                                     | Singles match o WWE Divas Championship             |
| 7                                                                                     | Brock Lesnar (w/ Paul Heyman) pokonał The Wyatt Family (Bray Wyatt i Luke Harper)                                 | 2-on-1 Handicap match                              |
| 8                                                                                     | Sami Zayn pokonał Stardusta                                                                                       | Singles match                                      |
| 9                                                                                     | Triple H (c) pokonał Deana Ambrose'a                                                                              | Singles match o WWE World Heavyweight Championship |
| (c) – mistrz/mistrzyni przed walkąD – walka była dark matchem (nietransmitowana w TV) | |                                                    |